# 第169回国会
第169回国会（だい169かいこっかい）は、2008年（平成20年）1月18日に召集された通常国会である。2008年（平成20年）1月15日に閉会した第168回国会からわずか3日後に召集された。会期は、6月15日までの150日間が予定されていたが、6月21日まで延長された。

## 概要
今国会の焦点は、3月末（年度末）に期限切れを迎える日切れ法案（歳入関連法案）43本、特に揮発油税の暫定税率の維持・廃止が最たる焦点である。このため、民主党及びマスメディアはこの国会をガソリン国会と称している。自民党は年度内の成立を目指しており、日本国憲法の定める衆議院の優越による再可決も辞さない構えを、民主党は揮発油税の暫定税率廃止や問責決議案の提出等で抗戦をする構えを見せている。

## 成立した主な議案
- 平成20年度総予算
- 所得税法等の一部を改正する法律案（ガソリン税の暫定税率の延長など）
- 道路整備費の財源等の特例に関する法律の一部を改正する法律案
- 国家公務員制度改革基本法案
- 日本国とアメリカ合衆国との間の相互協力及び安全保障条約第六条に基づく施設及び区域並びに日本国における合衆国軍隊の地位に関する協定第二十四条についての新たな特別の措置に関する日本国とアメリカ合衆国との間の協定の締結について承認を求めるの件
- 福田内閣信任決議案（衆議院）
- 内閣総理大臣福田康夫君問責決議案（参議院）

## 成立した主な法律
- 宇宙基本法（2008年5月28日公布、同年8月27日施行）
- 改正少年法（2008年6月18日公布、同年12月25日施行）
- 生物多様性基本法（2008年6月6日公布、同日施行）
- 改正性同一者障害性別取扱い特例法（2008年6月18日公布、公布日から起算して6月を経過した日より施行）
- オウム真理教犯罪被害者等救済給付金支給法（2008年6月18日公布、同年12月18日施行）
- 青少年インターネット環境整備法（2008年6月18日公布、2009年4月1日施行）
- ハンセン病問題解決基本法（2008年6月18日公布、2009年4月1日施行）

## 衆議院の優越により成立した議案

### 法律案
- 平成二十年度における公債の発行の特例に関する法律案（みなし否決後の再議決）
- 所得税法等の一部を改正する法律案（みなし否決後の再議決）
- 道路整備費の財源等の特例に関する法律の一部を改正する法律案
- 地方税法等の一部を改正する法律案（みなし否決後の再議決）
- 地方法人特別税等に関する暫定措置法案（みなし否決後の再議決）
- 地方交付税法等の一部を改正する法律案（みなし否決後の再議決）

### 予算
- 平成十九年度一般会計補正予算（第１号）
- 平成十九年度特別会計補正予算（特第１号）
- 平成十九年度政府関係機関補正予算（機第１号）
- 平成二十年度一般会計予算
- 平成二十年度特別会計予算
- 平成二十年度政府関係機関予算

### 条約
- 日本国とアメリカ合衆国との間の相互協力及び安全保障条約第六条に基づく施設及び区域並びに日本国における合衆国軍隊の地位に関する協定第二十四条についての新たな特別の措置に関する日本国とアメリカ合衆国との間の協定の締結について承認を求めるの件
- 千九百九十四年の関税及び貿易に関する一般協定の譲許表第三十八表（日本国の譲許表）の修正及び訂正に関する二千八年一月二十二日に作成された確認書の締結について承認を求めるの件（自然承認）
- 国際物品売買契約に関する国際連合条約の締結について承認を求めるの件（自然承認）
- 東南アジア諸国連合貿易投資観光促進センターを設立する協定の改正の受諾について承認を求めるの件（自然承認）
- 千九百四十九年のアメリカ合衆国とコスタリカ共和国との間の条約によって設置された全米熱帯まぐろ類委員会の強化のための条約（アンティグア条約）の締結について承認を求めるの件（自然承認）
- 社会保障に関する日本国とオランダ王国との間の協定の締結について承認を求めるの件（自然承認）
- 社会保障に関する日本国とチェコ共和国との間の協定の締結について承認を求めるの件（自然承認）
- 所得に対する租税に関する二重課税の回避及び脱税の防止のための日本国とオーストラリアとの間の条約の締結について承認を求めるの件（自然承認）
- 所得に対する租税に関する二重課税の回避及び脱税の防止のための日本国とパキスタン・イスラム共和国との間の条約の締結について承認を求めるの件（自然承認）
- 包括的な経済上の連携に関する日本国及び東南アジア諸国連合構成国の間の協定の締結について承認を求めるの件（自然承認）

## 政府提出議案で廃案となった議案
- 防衛省設置法等の一部を改正する法律案（衆議院で可決するも参議院で未了）
- 児童福祉法等の一部を改正する法律案（衆議院で可決するも参議院で未了）

## 政府提出議案で継続審議となった法案
- 犯罪の国際化及び組織化並びに情報処理の高度化に対処するための刑法等の一部を改正する法律案
- 労働基準法の一部を改正する法律案
- 被用者年金制度の一元化等を図るための厚生年金保険法等の一部を改正する法律案
- 地方公務員法及び地方独立行政法人法の一部を改正する法律案
- 国民年金法等の一部を改正する法律等の一部を改正する法律案
- 株式会社地域力再生機構法案
- 平成二十年度における政府等が管掌する健康保険の事業に係る国庫補助額の特例及び健康保険組合等による支援の特例措置等に関する法律案
- 長期優良住宅の普及の促進に関する法律案
- 独立行政法人気象研究所法案
- 独立行政法人統計センター法の一部を改正する法律案
- 高度専門医療に関する研究等を行う独立行政法人に関する法律案
- 障害者の雇用の促進等に関する法律の一部を改正する法律案
- 私的独占の禁止及び公正取引の確保に関する法律及び不当景品類及び不当表示防止法の一部を改正する法律案
- 競争の導入による公共サービスの改革に関する法律の一部を改正する法律案
- 行政不服審査法案
- 行政不服審査法の施行に伴う関係法律の整備等に関する法律案
- 行政手続法の一部を改正する法律案
- 独立行政法人通則法の一部を改正する法律案
- 独立行政法人通則法の一部を改正する法律の施行に伴う関係法律の整備等に関する法律案

## 今国会の動き

### 1月
- 18日 - 召集。衆参両院本会議で福田康夫首相による施政方針演説、高村正彦外相による外交演説、額賀福志郎財務相による財政演説、大田弘子経財相による経済演説が行なわれた。

- 21-23日 - 代表質問（「国務大臣の演説に対する質疑」）。

- 22日 - 衆議院は、岩国市長選挙出馬に伴う衆議院議員福田良彦の辞職を許可した。

- 23日 - 代表質問終了後、昨年末に癌のため亡くなった山本孝史参議院議員に対する弔詞を議長が読み上げ、尾辻秀久議員が追悼演説した。政府は、臨時閣議を開き、ガソリン税の暫定税率を2018年3月まで10年間延長することなどを内容とする平成20年度税制改正法案（所得税法等の一部を改正する法律案）及び独立行政法人日本高速道路保有・債務返済機構の債務継承をするための道路整備費の財源等の特例に関する法律の一部を改正する法律案を国会に提出する。
- 25日 - 衆議院予算委員会で、経済・金融問題に関する集中審議
- 28日 - 衆議院予算委員会で、平成19年度補正予算の総括質疑
- 29日 - 平成19年度補正予算が、衆議院予算委員会での締め括り総括質疑の後採決され、自民・公明などの賛成多数で衆議院を通過。その後、自由民主党・公明党の与党は、ガソリン税の暫定税率を5月末まで延長させ、3月31日の期限切れを回避することなどを内容とした「つなぎ法案」として「国民生活等の混乱を回避し、予算の円滑な執行等に資するための租税特別措置法の一部を改正する法律案」、「国民生活等の混乱を回避し、予算の円滑な執行等に資するための関税暫定措置法の一部を改正する法律案」及び「国民生活等の混乱を回避し、地方団体における予算の円滑な執行等に資するための地方税法の一部を改正する法律案」の3案を衆議院に議員提出。河野洋平議長は租税特別措置法関連改正案及び関税暫定措置法関連改正案を財務金融委員会に、地方税法関連改正案を総務委員会にそれぞれ付託した。

- 30日 - 衆議院財務金融委員会は「国民生活等の混乱を回避し、予算の円滑な執行等に資するための租税特別措置法の一部を改正する法律案」及び「国民生活等の混乱を回避し、予算の円滑な執行等に資するための関税暫定措置法の一部を改正する法律案」を可決し、同総務委員会は「国民生活等の混乱を回避し、地方団体における予算の円滑な執行等に資するための地方税法の一部を改正する法律案」を可決したが、同日午後の幹事長・書記局長会談での河野洋平衆議院議長及び江田五月参議院議長の斡旋で「年度内に一定の結論を得る」「税法で与野党合意があれば法案修正する」「つなぎ法案を取り下げる」とする合意文書を与野党の双方が受け入れた。
- 31日 - 参議院予算委員会で平成19年度補正予算の総括質疑。衆議院総務委員会は、「国民生活等の混乱を回避し、地方団体における予算の円滑な執行等に資するための地方税法の一部を改正する法律案」の委員会報告書は、撤回することとし、法律案の撤回を許可した。また、同日衆議院財務金融委員会は、「国民生活等の混乱を回避し、予算の円滑な執行等に資するための租税特別措置法の一部を改正する法律案」及び「国民生活等の混乱を回避し、予算の円滑な執行等に資するための関税暫定措置法の一部を改正する法律案」の委員長報告書は、いずれも撤回し、両法律案について、いずれも撤回を許可した。

### 2月
- 4日 - 参議院予算委員会で社会保障に関する集中審議
- 5日 - 参議院予算委員会で平成19年度補正予算の締め括り総括質疑
- 6日 - 平成19年度補正予算は、参議院で民主党などの反対多数で否決されたが、その後開催された両院協議会で成案を得るに至らず、日本国憲法の規定による衆議院の優越により、衆議院の議決（可決）が国会の議決となり成立した。
- 7・8・12日 - 衆議院予算委員会で平成20年度総予算の基本的質疑
- 19日 - 衆議院本会議でガソリン税等の暫定税率を延長などを定めた平成20年度歳入法案の趣旨説明
- 20日 -
  - 平成20年度総予算に関し水戸市・宮崎市で、予算としては初めて地方公聴会を開催する。
  - 衆議院財務金融委員会で平成20年度歳入法案に関し福田総理出席による審議
- 21日 -
  - 衆議院本会議で道路特定財源について定めた道路整備費の財源等の特例に関する法律一部改正法の趣旨説明
  - 衆議院予算委員会で道路特定財源に関する集中審議
- 22日 -
  - 衆議院予算委員会で平成20年度総予算の公聴会
  - 衆議院総務委員会で平成20年度地方歳入法案に関し福田総理出席による審議
  - 衆議院国土交通委員会で道路整備費財源特例法一部改正法に関し福田総理出席による審議
- 26日 - 衆議院予算委員会で年金・医療等社会保障問題に関する集中審議
- 27・28日 - 衆議院予算委員会分科会（共産を除く野党三党は欠席）
- 28日 - 衆議院予算委員会で道路特定財源について集中審議
- 29日 -
  - 衆議院予算委員会でイージス艦・沖縄問題等について集中審議を行った後、野党欠席の中締め括り総括質疑を行い採決を行い自民、公明の賛成多数で可決。
  - 衆議院本会議で平成20年度総予算が自民公明などの賛成多数で衆議院を通過（賛成336反対11）。共産を除く野党三党は欠席した。平成20年度総予算の年度内成立が確実になった。その後、ガソリン税の暫定税率延長などを含む歳入関連法案も自民公明などの賛成多数で可決した。

### 3月
- 11日 - 衆参議院運営委員会で日本銀行総裁候補武藤敏郎副総裁・元財務事務次官、副総裁候補白川方明京都大学教授、伊藤隆敏東京大学教授の所信を聴取する。
- 12日 - 参議院本会議で、日銀総裁候補の武藤敏郎、副総裁候補の伊藤隆敏の任命について民主、共産、社民などの反対により不同意に、副総裁候補の白川方明については同意することに決した。
- 13日 - 衆議院本会議で日銀総裁及び副総裁候補全員について自民、公明などの賛成多数で同意することに決し、白川方明副総裁候補についての任命は確定した。同時に、道路財源特例法案も採決が行われ、自民、公明、国民などの賛成多数で衆議院を通過した。
- 13日・14日 - 参議院予算委員会で平成20年度総予算の基本的質疑
- 14日 - 参議院予算委員会で松島みどり国土交通副大臣が答弁が長いことを鴻池祥肇予算委員長に制止されたにもかかわらず、答弁を続けたとして委員会出入り禁止処分を言い渡される。
- 18日 -
  - 衆参議院運営委員会で、日銀総裁候補田波耕治国際協力銀行総裁・元大蔵事務次官、副総裁候補西村清彦審議委員の所信を聴取する。
  - 参議院予算委員会で道路特定財源に関する集中審議
- 19日 - 参議院本会議で、日銀総裁候補の田波耕治については民主、共産、社民などの反対多数により不同意に、副総裁候補の西村清彦については同意することに決した。その後、開かれた衆議院本会議においては両者とも同意されたが、日銀総裁については20日より空席となった。
- 24日 - 参議院予算委員会で外交・防衛等に関する集中審議
- 25日 - 参議院予算委員会で平成20年度総予算の公聴会
- 27日 - 福田総理が臨時記者会見を開き、20年度歳入法案の年度内成立を条件に、道路特定財源の今年の税制改正時の廃止し21年度に一般財源化することを内容とする提案を発表。暫定税率については検討事項としている。
- 28日 - 参議院予算委員会で平成20年度総予算について締め括り総括質疑、討論が開かれた後、反対多数で否決。その後、参議院本会議が開かれ民主などの野党が反対し賛成107・反対134で反対多数で否決された。その後、開かれた両院協議会で成案を得られず、憲法60条で規定された衆議院の優越の規定により衆議院の議決が国会の議決となり、平成20年度総予算は成立した。
- 31日
  - ガソリン税や輸入品目の関税などに対する租税特別措置法期限。衆議院本会議に租税特別措置法の期限を道路特定財源にかかわる項目を除いて5月末まで延長する法案（国民生活等の混乱を回避するための地方税法の一部を改正する法律案、国民生活等の混乱を回避するための租税特別措置法の一部を改正する法律案）が緊急上程され、与野党の賛成多数で可決。その後、参議院本会議でも関税定率法改正法や地方税法及び租税特別措置法の道路特定財源関係を除く項目への暫定延長法案が可決され、成立した。なお、政府提出の平成20年度税制関係法案は参議院では本日まで採決されず、4月1日からガソリン税の暫定税率が廃止されることとなった。
  - 年金記録照合の期限。記録照合は予定通り終了出来ずに終わった。

### 4月
- 1日 - 平成20年度の開始。
- 2日 - 衆議院外務委員会で総理出席による米軍駐留経費特別協定についての質疑
- 3日 - 衆議院本会議で米軍駐留経費特別協定について採決が行われ、自民・公明などの賛成多数で承認。ただし、民主などの野党は反対した。
- 4日 - 参議院本会議で平成20年度歳入法案の趣旨説明・質疑
- 8日 - 両院議院運営委員会で日本銀行総裁候補白川方明、副総裁候補渡辺博史の所信を聴取。
- 9日 - 両院の本会議で、白川方明を日本銀行総裁とする案に両院が同意、渡辺博史を副総裁とする案は衆議院で同意されたが、参議院で不同意となった。白川は同日中に持ち回り閣議を経て第30代日本銀行総裁に任命された。
- 30日 - 午後に行われた衆議院本会議で、参議院で審議されていた租税特別措置法改正案をみなし否決とする動議が可決され、その後直ちに同法改正案が与党の3分の2の賛成により再可決されて成立。民主党、社民党、国民新党は本会議を欠席、共産党は出席の上反対票を投じた。みなし否決した上で再可決を行ったのは56年ぶりのことである。

### 5月
- 5月12日 - 参議院本会議において、道路整備費の財源等の特例に関する法律の一部を改正する法律案の採決が行われ、民主党、社会民主党、日本共産党、国民新党などの反対多数で否決。
- 5月13日 - 衆議院本会議において、前日、参議院が否決した道路整備費の財源等の特例に関する法律の一部を改正する法律案について、野党から両院協議会を請求すべしとの動議が提出され討論ののち起立少数で否決、次いで与党から再議決を求める動議が提出され討論ののち自由民主党、公明党等の起立多数で可決後、同法律案衆院議決案の記名採決が行われ、自由民主党、公明党等の3分の2以上の賛成により同法律案が再可決された。

### 6月
- 11日 - 参議院本会議で、福田康夫首相への問責決議案が野党4党の賛成多数で可決される。参議院での問責決議可決は額賀福志郎防衛庁長官に対する可決以来である。現職首相への国会（帝国議会時代を含む）の本会議での問責決議の可決は第26代内閣総理大臣田中義一[1]に次いで2人目であり、現行憲法下では初となる（ただし、委員会レベルを含めると、現憲法下で第51代内閣総理大臣吉田茂に対し衆議院予算委員会にて問責決議案が可決された例があり、首相として通算3人目・現憲法下2人目となる）。
- 12日 - 衆議院本会議で、内閣信任決議案が自民・公明与党の圧倒的多数で可決される。内閣信任決議の可決は、1992年6月の宮澤内閣以来16年ぶり2回目。これにより衆議院では信任、参議院では不信任というねじれた結果が生まれた。
- 15日 - 会期末
- 21日まで延長。